# のりこの週刊おばさん白書
のりこの週刊おばさん白書（のりこのしゅうかんおばさんはくしょ）は、IBC岩手放送で2001年4月8日から毎週日曜日の13:00 - 16:30に放送されているラジオ番組。同局出身のフリーアナウンサー・後藤のりこ（ごとう のりこ）の冠番組である。
菊池幸見の冠番組『幸見の週刊おじさん白書』の女性版・兄弟番組（後続番組）として始まったが、同番組が2006年4月2日放送分で終了したことを機に放送枠を拡大。2005年の日本民間放送連盟賞・ラジオ生ワイド番組部門では、北海道・東北ブロック審査の1位を経て、全国審査で優秀賞に選ばれた。

## レギュラーコーナーおおよその放送時間
- 13:00 オープニング・メッセージテーマ発表
- 13:15 おばさん風紀委員会
- 13:35 野菜の気持ち
- 14:20 やさしいカウンセリング講座
- 15:00 岩手日報IBCニュース・天気予報
- 15:30 バースデーミュージック
- 16:00 岩手日報IBCニュース
- 16:27 エンディング

岩手競馬開催期間中は番組内で随時IBCラジオ実況中継 岩手競馬クロス(X)が放送されるが時刻は季節によって異なる、競馬中継スケジュールによりレギュラーコーナーの時間変動がある。

## 備考
- 東日本大震災関連報道特番のため当番組は一部内容変更を実施。さらに2011年3月27日にIBC本社ロビースタジオで予定されていた当番組400回記念公開生放送も震災の影響で中止され、通常のラジオ第2スタジオからの生放送に変更された。
- 岩手競馬の3月特別開催は東日本大震災の影響で中止され、2011年シーズンの開幕も震災の影響から5月にずれ込む事になった。